# Stowarzyszenie Historyków Fotografii
Stowarzyszenie Historyków Fotografii – stowarzyszenie utworzone w 1989 roku, celem prowadzenia badań dotyczących fotografii, historii fotografii oraz prowadzenia działalności konserwatorskiej, popularyzacyjnej, wydawniczej, wystawienniczej – w ramach prowadzonych badań w zakresie historii fotografii.

## Historia
Stowarzyszenie Historyków Fotografii zawiązano w 1989 roku pod ówczesną nazwą – Stowarzyszenie Historii Fotografii (nazwa Stowarzyszenie Historyków Fotografii obowiązuje od 1996 roku) z inicjatywy członków założycieli – między innymi Urszuli Czartoryskiej, Aleksandry Mierzeckiej-Garlickiej, Jadwigi Ihnatowicz, Krystyny Lejko, Jerzego Malinowskiego, Wandy Mossakowskiej, Tadeusza Rutkowskiego, Adama Soboty. Jedną z inspiracji utworzenia stowarzyszenia była rocznica 150-lecia wynalazku fotografii. Pierwszym prezesem Zarządu SHF była Wanda Mossakowska, członkami pierwszego Zarządu byli: Urszula Czartoryska, Dominik Dubiel, Ewa Furmańska, Lech Lechowicz, Tadeusz Rutkowski, Zbigniew Zegan. Począwszy od 1993 roku Stowarzyszenie Historyków Fotografii dysponowało własnym czasopismem (biuletynem) Dagerotyp – rocznikiem opisującym działalność stowarzyszenia, członków stowarzyszenia oraz prezentującym artykuły z zakresu historii fotografii i prezentacji dawnej fotografii. Od listopada 2018 SHF dysponuje kolejnym wydawnictwem – czasopismem Dagerotyp. Studia z historii i teorii fotografii, poświęconym związkom fotografii ze sztuką, będącym kontynuacją pisma Dagerotyp, ukazującego się w latach 1993–2015.

## Działalność
Stowarzyszenie Historyków Fotografii jest inicjatorem pracy, której celem jest archiwizacja oraz naukowe opracowanie zasobów fotograficznych w Polsce. Celem działalności Stowarzyszenia Historyków Fotografii jest krzewienie zainteresowania fotografią ojczystą, historią fotografii oraz popularyzacja sztuki fotograficznej w oparciu o dokonania i dorobek artystyczny fotografów działających na terenie Polski. Inną formą działalności stowarzyszenia jest współpraca z pokrewnymi stowarzyszeniami i instytucjami, sprawującymi opiekę nad dorobkiem fotograficznym polskich fotografów – prowadzącymi fotograficzną działalność historyczną, naukową, wystawienniczą oraz współpraca z podobnymi zagranicznymi stowarzyszeniami i instytucjami. Kolejną formą działalności SHF jest organizacja konferencji, odczytów, wystaw fotograficznych, zebrań naukowych, zjazdów oraz udzielanie opinii dotyczących fotografii i historii fotografii. Członkowie SHF są wspierani przez stowarzyszenie w pracy naukowo-badawczej oraz wspomagani w ogłaszaniu jej wyników.

## Władze SHF (kadencja 2016–2020)

### Zarząd
- Wanda Mossakowska – prezes Zarządu
- Barbara Kosińska-Filocha – wiceprezes Zarządu
- Ewa Maria Furmańska – sekretarz
- Marek Janczyk – członek Zarządu
- Renata Słoma – członek Zarządu

### Komisja Rewizyjna
- Zbigniew Zegan – przewodniczący
- Ewa Nowak-Mitura
- Piotr Wypych

### Komisja Kwalifikacyjna
- Wanda Mossakowska
- Ewa Furmańska
- Danuta Jackiewicz

Źródło